# باشگاه فوتبال اوراوا رد دایموندز

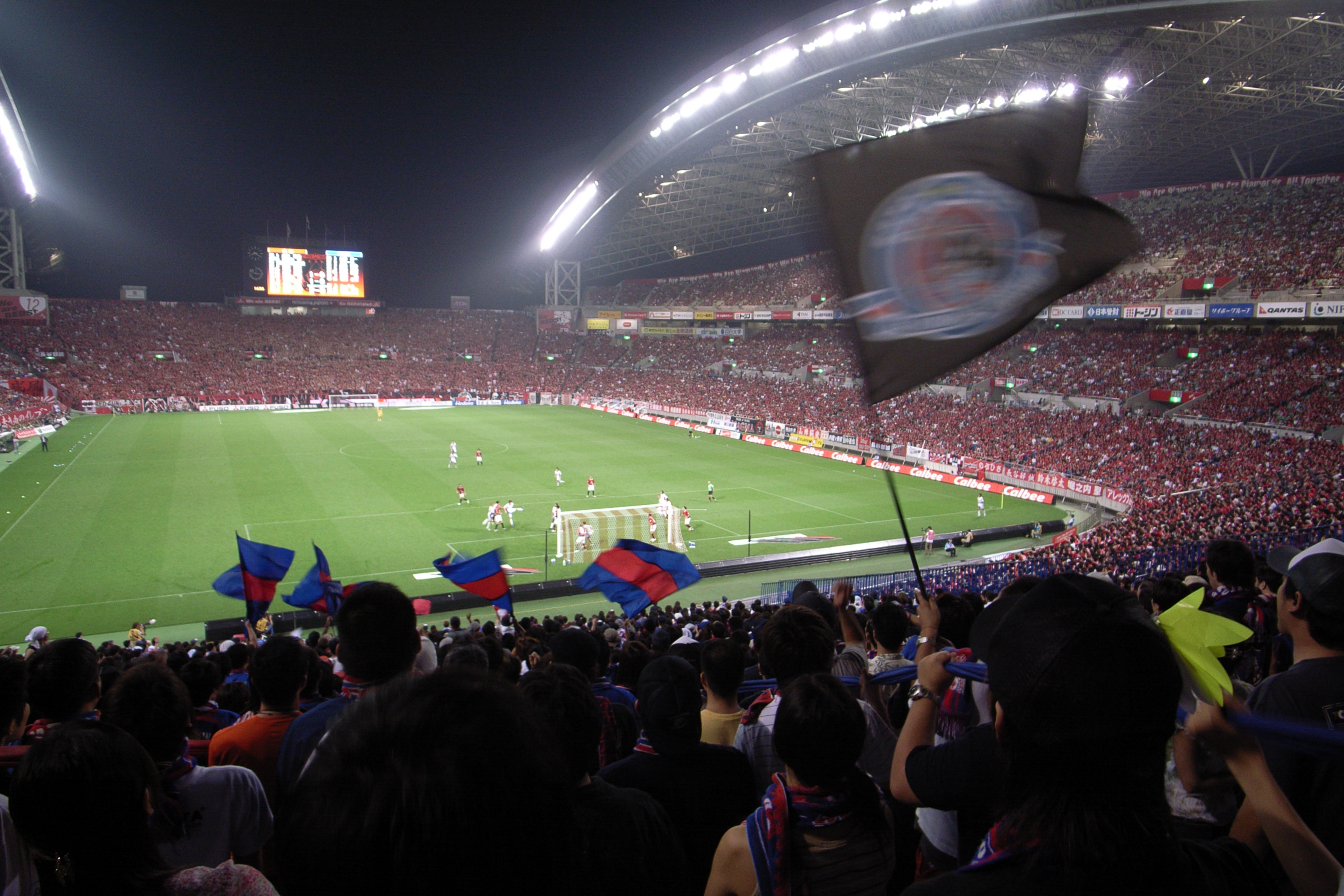
تصویری از استادیوم اختصاصی تیم فوتبال اوراوا رد در شهر سایتاما.

اوراوا رد دایمندز (در ژاپنی: 浦和レッドダイヤモンズ به معنای: الماس‌های قرمز اوراوا) به صورت محاوره اوراوا ردز، نام یکی از تیم‌های حرفه‌ای فوتبال جی لیگ (لیگ برتر) در کشور ژاپن است که در سال ۱۹۵۰ میلادی تأسیس شد. ورزشگاه سایتاما، نام ورزشگاه رسمی تیم ژاپنی اوراوا رد است.
این تیم سابقه ۳ قهرمانی در لیگ قهرمانان آسیا در فصل‌های ۲۰۰۷ و ۲۰۱۷ و ۲۰۲۲ و ۱ نایب قهرمانی در فصل ۲۰۱۹ را دارد.
این تیم در جام باشگاه‌های جهان ۲۰۰۷ به مقام سومی نیز دست یافت. رنگ‌های رسمی این باشگاه فوتبال، قرمز، سفید و سیاه است.

## قهرمانی در لیگ قهرمانان آسیا
تیم فوتبال اوراوا رد ژاپن، در تاریخ ۷ نوامبر ۲۰۰۷ و در دور رفت مسابقه فینال لیگ قهرمانان آسیا ۲۰۰۷، در فولاد شهر اصفهان به مقابل تیم فوتبال سپاهان رفت که این دیدار به تساوی ۱–۱ پایان یافت. مسابقهٔ برگشت دو تیم اوراوا رد ژاپن و سپاهان ایران در روز ۱۴ نوامبر ۲۰۰۷ میلادی برگزار شد که اوراوا با ۲ گل به پیروزی رسید و قهرمان شد.
دومین قهرمانی اوراوا رد ژاپن، در تاریخ ۲۱ نوامبر ۲۰۱۷ و در دور رفت مسابقه فینال لیگ قهرمانان آسیا ۲۰۱۷، در مقابل تیم الهلال عربستان به تساوی ۱–۱ پایان یافت. مسابقه برگشت با نتیجه ۱–۰ به پیروزی رسید و در مجموع با برتری ۲–۱ به قهرمانی رسید.
سومین قهرمانی اوراوا رد دایموندز، در تاریخ ۶ مه ۲۰۲۳ و در دور رفت فینال لیگ قهرمانان آسیا ۲۰۲۳ در مقابل تیم الهلال عربستان به تساوی ۱–۱ پایان یافت مسابقه برگشت با نتیجهٔ ۱–۰ اوراوا رد دایموندز به پیروزی رسید و در مجموع با برتری ۲–۱ به قهرمانی رسید.

## بازیکنان برجسته
- ویکتور فریرا
- متیو اشپیرانوویچ
- ند زلیچ
- مایکل باور
- ویلفرید سانو
- ادموندو آلوز دی سوازا نیتو
- واشینگتن
- آنتونیو بندیتو دا سیلوا
- دونیزیته آلیویرا
- تامیسلاو ماریچ
- برایان استین نیلسن
- تکسیکی بگیریستین
- باسیله بولی
- گیدو بوخوالد
- اووه باین
- اووه ران
- مایکل رومنیگه
- ژلیکو پتروویچ
- امرسون شیک
- یوری نیکیفوروف
- زلاتان لیوبیانکیچ
- آلپی اوزلن

## افتخارات

### رقابت‌های داخلی
میتسوبیشی (دوران آماتور)
- لیگ فوتبال دسته یک ژاپن
  - قهرمانی: (۴) ۱۹۶۹, ۱۹۷۳, ۱۹۷۸, ۱۹۸۲
- لیگ فوتبال دسته دو ژاپن
  - قهرمانی: (۱) ۱۹۸۹/۹۰
- جام امپراتور
  - قهرمانی: (۴) ۱۹۷۱, ۱۹۷۳, ۱۹۷۸, ۱۹۸۰
- جی اس ال کاپ
  - قهرمانی: (۲) ۱۹۷۸, ۱۹۸۱
- سوپر جام ژاپن
  - قهرمانی: (۳) ۱۹۷۹, ۱۹۸۰, ۱۹۸۳

اوراوا رد دایموندز (دوران حرفه ای)
- جی‌لیگ ۱
  - قهرمانی: (۱) ۲۰۰۶
  - قهرمان مرحله اول: (۱) ۲۰۱۵
  - قهرمان مرحله دوم: (۲) ۲۰۰۴, ۲۰۱۶
  - نایب قهرمان: (۵) ۲۰۰۴, ۲۰۰۵, ۲۰۰۷, ۲۰۱۴, ۲۰۱۶
- جی ۲ لیگ
  - نایب قهرمان: (۱) ۲۰۰۰
- جام امپراتور
  - قهرمانی: (۲) ۲۰۰۵, ۲۰۰۶
  - نایب قهرمان: (۱) ۲۰۱۵
- جام جی‌لیگ
  - قهرمانی: (۲) ۲۰۰۳, ۲۰۱۶
  - نایب قهرمان: (۴) ۲۰۰۲, ۲۰۰۴, ۲۰۱۱, ۲۰۱۳
- سوپر جام ژاپن
  - قهرمانی: (۱) ۲۰۰۶
  - نایب قهرمان: (۳) ۲۰۰۷, ۲۰۱۵, ۲۰۱۷

### قاره‌ای
- لیگ قهرمانان آسیا
  - قهرمانی: (۳) ۲۰۰۷,۲۰۱۷,۲۰۲۲ 
  - نایب قهرمانی :(۱) ۲۰۱۹

### بین‌المللی
- جام باشگاه‌های فوتبال جهان
  - سومی: (۱) ۲۰۰۷
- جام سوروگا بانک
  - قهرمانی (۱) :۲۰۱۷
- جام سربازان ژاپن
  - قهرمانی (۱) :۲۰۰۵